# Rubus subspicatus
Rubus subspicatus är en rosväxtart som beskrevs av Lucien Leon Hauman. Rubus subspicatus ingår i släktet rubusar, och familjen rosväxter. Inga underarter finns listade i Catalogue of Life.